# Katie Drabot
Katie Drabot (Cedarburg, 2 settembre 1997) è una nuotatrice statunitense, specializzata nello stile libero.
Si è classificata seconda dietro a Siobhán Haughey nei 200 m stile libero alle Universiadi 2017. Attualmente frequenta e nuota per la Stanford University. Ha anche fatto parte della staffetta statunitense ai Campionati Panpacifici 2017, insieme a Lia Neal, Ella Eastin e Katie Ledecky.

## Palmarès
- Mondiali

Gwangju 2019: bronzo nei 200m farfalla.
- Mondiali in vasca corta

Windsor 2016: oro nella 4x100m sl e argento nella 4x200m sl.
- Campionati panpacifici

Tokyo 2018: bronzo nei 200m farfalla.
- Universiadi

Taipei 2017: argento nei 200m sl e nella 4x200m sl e bronzo nella 4x100m sl.